# Caitime
Caitime är en ort i Mexiko.   Den ligger i kommunen Salvador Alvarado och delstaten Sinaloa, i den västra delen av landet, 1 100 km nordväst om huvudstaden Mexico City. Caitime ligger 93 meter över havet och antalet invånare är 541.
Terrängen runt Caitime är kuperad västerut, men österut är den platt. Runt Caitime är det ganska glesbefolkat, med 26 invånare per kvadratkilometer. Närmaste större samhälle är Guamúchil, 18,5 km nordväst om Caitime. Trakten runt Caitime består till största delen av jordbruksmark.